# Calloconophora pugionata
Calloconophora pugionata är en insektsart som beskrevs av Ernst Friedrich Germar. Calloconophora pugionata ingår i släktet Calloconophora och familjen hornstritar. Inga underarter finns listade i Catalogue of Life.